# Lineage
Lineage (coreano:리니지) es un juego de fantasía medieval del tipo MMORPG (juego de rol multijugador masivo en línea) para PC diseñado en 1998 por el desarrollador de videojuegos de la empresa surcoreana NCsoft, Jake Song, que previamente había diseñado Nexus: The Kingdom of the Winds, otro MMORPG.
Este es el juego en su tipo más popular en Corea y el número 3 en el mundo estando disponible en los idiomas chino, japonés e inglés.
Debido a su gran éxito NCsoft ha desarrollado paralelamente la protosecuela Lineage II en el 2003, y el 1 de enero de 2008 se dio inicio al proyecto Lineage III, cuyo lanzamiento es por el momento incierto.
Lineage utiliza una interfaz gráfica 2D con perspectiva isométrica similar al utilizado por juegos como Ultima Online, Baldur's Gate y Diablo II.

## Presentación
Los jugadores pueden elegir una de las cinco clases existentes para jugar: humano, elfo, elfo oscuro, orco y enano las cuales pueden seguir el camino de guerrero o místico. En el caso de los enanos solamente clase guerrera. El juego contiene elementos de juegos de rol clásicos (como Dungeons & Dragons) tales como matar monstruos y completar misiones para obtener recompensas y puntos de experiencia.
Los atributos, monstruos, y objetos del juego fueron originalmente tomados de forma legal de NetHack con elementos MMO añadidos poco después, pero recientes actualizaciones han introducido contenido original. La lucha entre jugadores (también conocido como PVP) es uno de los mayores alicientes de este juego. Los jugadores pueden luchar contra otros jugadores uniéndose a una "bloodpledge" (una asociación de jugadores, denominada clan en otros juegos) y atacar castillos o luchar en una guerra entre alianzas y clanes.

## Origen de "Lineage"
El nombre del juego, Lineage, proviene de una serie de historietas creadas por Shin Il-sook. Los servidores del juego toman sus nombres de los personajes de dichos cómics. Estos narran la historia de una realidad medieval/fantástica en la cual, un heredero legítimo al trono del reino reclama sus derechos al usurpador. Inicialmente, el juego era un fiel reflejo del trabajo de shin Il-sook, pero a medida que los diseñadores añadieron modificaciones al juego el universo ficticio de ambas obras fue divergiendo en dos realidades distintas: El trasfondo original de los cómics y el trasfondo creado por los diseñadores del juego.